# Горне Мито
Горне́ Ми́то (словац. Horné Mýto) — село в окрузі Дунайська Стреда Трнавського краю Словаччини. Площа села 12,11 км². Станом на 31 грудня 2015 року в селі проживало 936 жителів.

## Історія
Перші згадки про село датуються 1406 роком.

## Географія
Протікає Клатовський рукав.

## Населення
| Рік:            | 1994. | 2004.   | 2014.   | 2024.   |
| --------------- | ----- | ------- | ------- | ------- |
| Кількість осіб: | 945   | 977     | 959     | 925     |
| Різниця:        |       | +3,38 % | -1,84 % | -3,54 % |

| Рік:            | 2023. | 2024.   |
| --------------- | ----- | ------- |
| Кількість осіб: | 908   | 925     |
| Різниця:        |       | +1,87 % |